# Ponça (Itàlia)
Ponça (en italià: Ponza) és un comune (municipi) de la província de Latina, a la regió italiana del Laci, situat a uns 70 km al sud-est de Roma i a uns 15 km al sud-est de Latina.
Comprèn les quatre illes de la part occidental de l'arxipèlag de Pontí al golf de Gaeta: Ponça, Palmarola, Zannone i Gavi. L'economia de Ponça es basa fonamentalment en la pesca i el turisme d'estiu.
A 1 de gener de 2019 tenia 3.376 habitants.

## Les illes
L'illa més gran és Ponça. El centre l'illa és el port de Ponça, que es troba cap a l'extrem sud de la costa oriental i és la seu de la comuna. Altres assentaments inclouen Guarini, Giancos, I Conti i Santa Maria al centre de l'illa i Campo Inglese i Le Forna al nord.
La segona illa més gran és Palmarola, que es troba a uns 10 km a l'oest de Ponça. Es troba habitada únicament durant els mesos d'estiu i és el lloc d'una reserva natural. L'església de San Silverio recorda la mort del papa Silveri mentre es trobava a l'exili a l'illa.
L'illa de Zannone es troba a uns 10 km al nord-oest de Ponça i està totalment deshabitada: fins i tot les pernoctacions estan prohibides. Forma part del Parc Nacional del Circeo.
La petita illa de Gavi es troba a només 120 metres de la punta nord-oriental de l'illa de Ponça.

## Ciutats agermanades
- Aglientu, Itàlia
- Ischia, Itàlia, des de 2013